# Энэнра

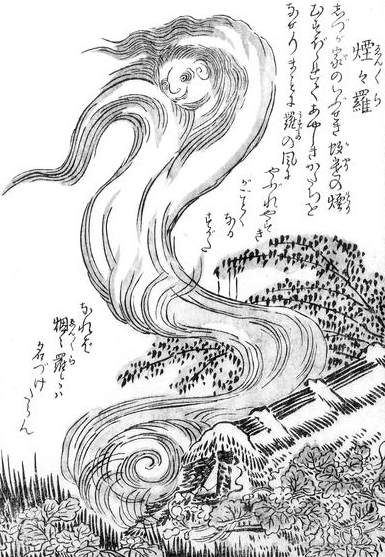
Энэнра (рисунок Ториямы Сэкиэна, 1780 г.)

Энэнра (яп. 煙々羅, сотканный из дыма) — дух в японском фольклоре, который состоит из дыма и появляется из разведённых костров, а также дыма, исходящего от бань и кухонь. Имеет образ человека или человеческого лица Согласно поверью, энэнру можно увидеть только имея чистое сердце.

## Культурное влияние
- В видеоигре «Mortal Kombat (2011)» энэнрой является персонаж Смоук, которого в детстве заживо сожгли на костре в жертвоприношение какому-то демону, но тот уцелел в этом образе, хотя и потерял память. В игре Mortal Kombat X, Смоук встречается в эпизодах сюжетной линии, в качестве ревенанта (воскрешённого злого воина), где говорит "Смоук мёртв. Я Эненра"
- Название Enenra (Энэнра) носит песня из музыкального альбома «Mugen-hoyo» японской металл-группы «Onmyo-za»[4].
- Энэнра является одним из боссов в игре Nioh 2, игровой студии Team Ninja.